# Матчи сборной Польши по футболу 1928

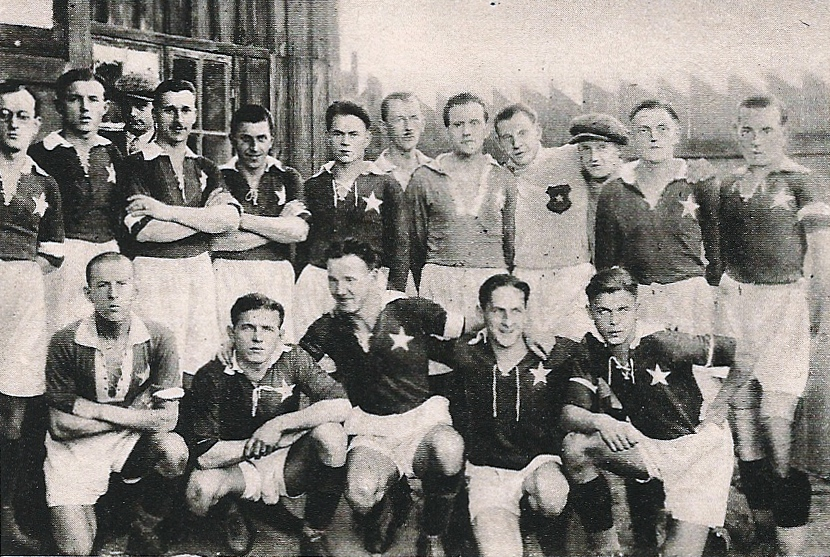
«Висла» (Краков) — чемпион Польши 1928 года

В 1928 году сборная Польши провела 4 матча, один неофициальный и 3 товарищеских. В товарищеских матчах 1 победа, 1 ничья и 1 поражение. Разница мячей 7:7.
Польский футбольный союз принял решение, по финансовым причинам, не посылать сборную на IX летние Олимпийские Игры в Амстердаме.
Бомбардиры сборной Польши в 1928 году:
- Вацлав Кухар — 3 гола;
- Хенрик Рейман — 2 гола;
- Вавжинец Сталиньский[пол.] — 1 гол;
- Зигмунт Штойерман[англ.] — 1 гол;

## Матч № 29
Товарищеский матч
| Польша                                        | 3:3 отчёт (недоступная ссылка) | США                                                                |
| Вацлав Кухар 12′, 78′ · Зигмунт Штойерман 89′ | Голы                           | Френсис Джон Райан 59′ · Джеймс Голлахер 64′ · Генри О’Карролл 74′ |

| | Составы  | | |
| Стефан Киселиньский, Ян Котлярчик 70', Владислав Карасяк, Францишек Заставняк, Бронислав Сейхтэр, Тадеуш Заставняк, Юзеф Кубиньский, Юзеф Калюжа, Вацлав Кухар, Мечислав Бальцер, Зигмунт Штойерман |          | Алекс Купер, Джон Дуффи, Гарри Смит, Френсис Джон Райан, Джон Лайонс, Роберт Эйткен, Уильям Фриндлайн, Джон Дил, Рудольф Кунтнер, Генри О’Карролл, Джеймс Голлахер | Алекс Купер, Джон Дуффи, Гарри Смит, Френсис Джон Райан, Джон Лайонс, Роберт Эйткен, Уильям Фриндлайн, Джон Дил, Рудольф Кунтнер, Генри О’Карролл, Джеймс Голлахер |
| Юзеф Наврот 65', Ян Люксенбург 70' | Запасные | | |

## Матч № 30
Товарищеский матч
| Польша                                      | 2:1 отчёт (недоступная ссылка) | Швеция            |
| Вавжинец Сталиньский 25′ · Вацлав Кухар 70′ | Голы                           | Эйнар Перссон 10′ |

| | Составы  | | |
| Стефан Киселиньский, Владислав Карасяк, Юрий Буланов, Мариан Спойда, Ян Котлярчик, Кароль Ханке, Вацлав Кухар, Вавжинец Сталиньский, Кароль Коссок, Владислав Пжыбиш 45', Людвик Шабакевич |          | Эйнар Йонассон, Кнут Бергквист, Ингве Форсблом, Эрик Хедихн, Туре Свенссон, Эйнар Снитт, Эрнст Лёёф, Рагнар Якобссон, Эйнар Перссон, Джон Клинг, Бертил Петтерссон | Эйнар Йонассон, Кнут Бергквист, Ингве Форсблом, Эрик Хедихн, Туре Свенссон, Эйнар Снитт, Эрнст Лёёф, Рагнар Якобссон, Эйнар Перссон, Джон Клинг, Бертил Петтерссон |
| Кароль Пазурек 45' | Запасные | | |

## Матч № 31
Товарищеский матч
| Чехословакия                           | 3:2 отчёт | Польша                 |
| Антонин Пуч 32′, 61′ · Карел Бейбл 34′ | Голы      | Хенрик Рейман 68′, 71′ |

| | Составы  | | |
| Франтишек Хохман, Антонин Пернер, Карел Штайнер, Франтишек Тирпекл, Йожеф Чипера, Карел Подражил, Йозеф Сильный, Карел Бейбл, Антонин Пуч, Йожеф Кратохвил |          | Стефан Доманьский, Владислав Карасяк, Антоний Галецкий, Ян Войцеховский, Ян Котлярчик, Витольд Выпиёвский, Вавжинец Сталиньский, Хенрик Рейман, Вацлав Кухар, Влодзимеж Крыгер, Станислав Дойчман 75' | Стефан Доманьский, Владислав Карасяк, Антоний Галецкий, Ян Войцеховский, Ян Котлярчик, Витольд Выпиёвский, Вавжинец Сталиньский, Хенрик Рейман, Вацлав Кухар, Влодзимеж Крыгер, Станислав Дойчман 75' |
| | Запасные | Витольд Пжыкуцкий 75' | Витольд Пжыкуцкий 75' |

## Матч № N3
Неофициальный матч
| Прага 28 октября 1928 года | \| Чехословакия (люб.) \| 1:0 \| Польша \| \| нет данных \| Голы \| \| | нет данных |
| Чехословакия (люб.)        | 1:0                                                                    | Польша     |
| нет данных                 | Голы                                                                   |            |